# Eriopyga duplicilinea
Eriopyga duplicilinea är en fjärilsart som beskrevs av Paul Dognin 1908. Eriopyga duplicilinea ingår i släktet Eriopyga och familjen nattflyn. Inga underarter finns listade i Catalogue of Life.